# Casual Sex
Casual Sex il primo singolo estratto dall'album Sick and Twisted Affair dei My Darkest Days.

## Formazione
- Matt Walst – voce, chitarra ritmica
- Sal Coz Costa Bond – chitarra solista, cori
- Reid Henry – tastiera, cori
- Brendan McMillan – basso, cori
- Doug Oliver – batteria